# 呉達済
呉達済（オ・ダルチェ、ご たつさい、朝鮮語: 오달제、1609年 - 1637年）は、李氏朝鮮の文臣、画家。本貫は海州呉氏。
1637年に丙子胡乱が起きるや、洪翼漢、尹集とともに、清との講和に最後まで反対したため、「三学士」と呼ばれる。

## 概要
丙子の乱の際、呉達済は清を蛮夷だとして、主君である中華の天子の忠実な諸侯として、また中華帝国のもっとも忠実な模範属国として、明に誠心誠意仕えることを主張し、最後まで主戦論を主張した。1637年1月30日、仁祖が漢江南岸の三田洞にある清軍本営に出向き、設けられた受降壇で、ホンタイジが天子であることを三跪九叩頭の礼によって認めることを、臣下の面前で屈辱的におこない、臣従を誓わせられ、屈辱的な三田渡の盟約を余儀なくされると、呉達済は斥和臣として捕えられ、瀋陽に連行された。
瀋陽連行後、打ち首にされる。享年29歳。